# Коредо
Коредо (італ. Coredo) — колишній муніципалітет Італії, у регіоні Трентіно-Альто-Адідже, провінція Тренто. У 2015 році муніципалітет об'єднали разом з муніципалітетами Змарано, Таїо,  Трес і Верво, у єдиний муніципалітет Предайя.
Коредо було розташоване на відстані близько 510 км на північ від Рима, 32 км на північ від Тренто.
Населення — 1633 особи (2012).

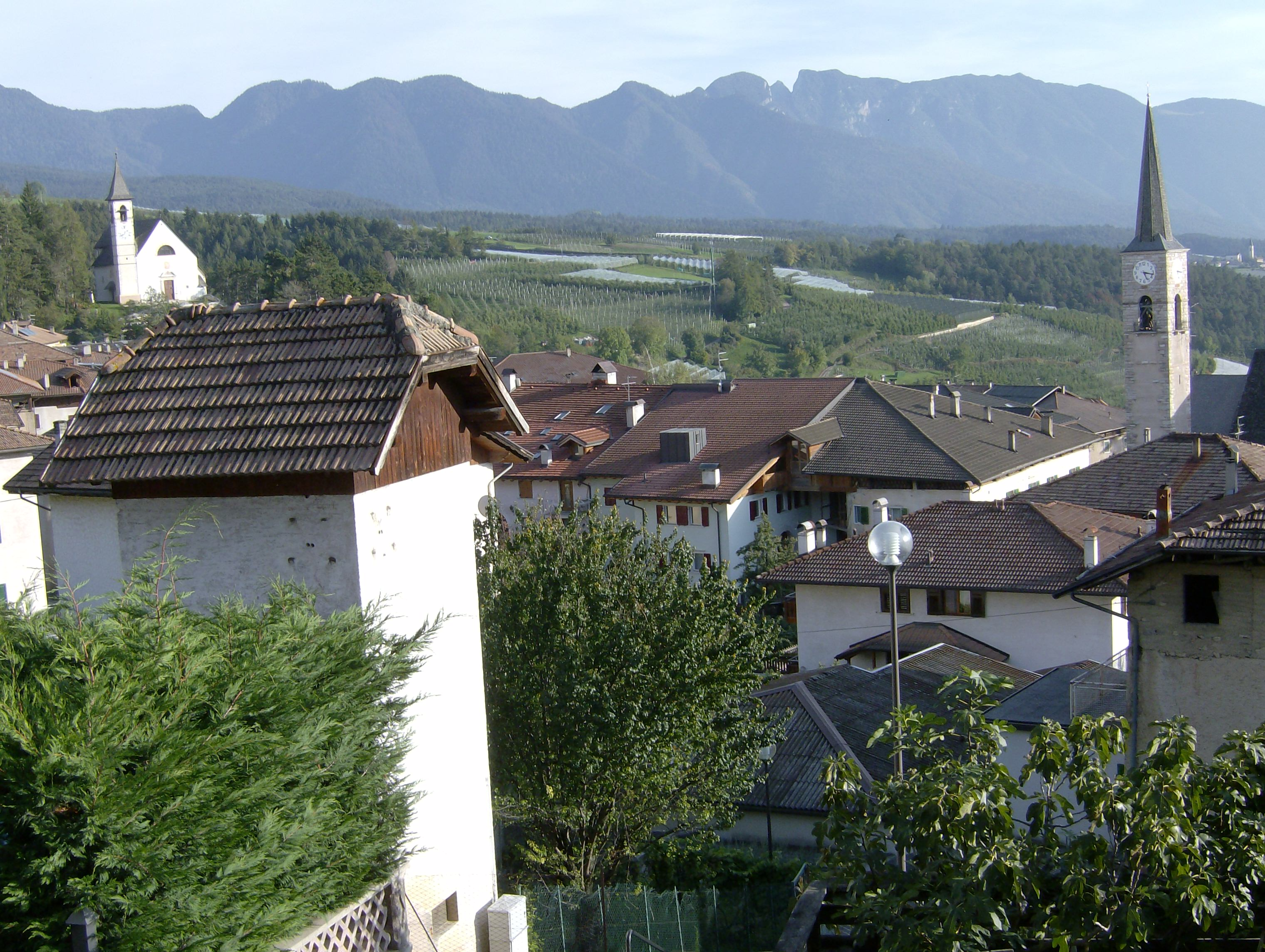

Щорічний фестиваль відбувається 3 травня. Покровитель — Rinvenimento della Santa Croce.

## Демографія
Населення за роками:

Станом на 31 грудня 2010 року в муніципалітеті офіційно проживало 197 іноземців з 23 країн, серед них 99 громадян країн Євросоюзу та 3 громадяни України.

## Сусідні муніципалітети
- Кортачча-сулла-Страда-дель-Віно
- Амблар-Дон
- Змарано
- Ромено
- Санцено
- Сфруц
- Таїо
- Термено-сулла-Страда-дель-Віно
- Трес